# Yibboum
Le yibboum (hébreu : יבום) est une prescription d’institution biblique commandant l’union d’un homme à sa belle-sœur si elle n’a pas eu d’enfants de sa précédente union, et ce, tant pour perpétuer le nom du défunt que pour protéger la veuve. L’enfant d'un tel couple portera le nom du défunt ou héritera de la part du frère mort. 
Le yibboum a préséance sur l’interdiction pour un homme de connaître charnellement l’épouse de son frère, pour autant qu’elle soit réalisée dans le but d’accomplir la prescription. Ses lois font l’objet du traité Yevamot de la Mishna, développé ultérieurement dans les Talmud de Babylone et de Jérusalem. La loi juive devient au fil des époques plus encline à privilégier la cérémonie du déchaussement, qui permet à la belle-sœur de rompre ses attaches familiales avec la famille du défunt si le beau-frère ne veut ou ne peut s’acquitter du yibboum.

## Le yibboum dans la Bible hébraïque
Le yibboum est mentionné pour la première fois dans la Bible lorsque ʿEr, fils aîné de Juda meurt peu après avoir reçu de son père une femme nommée Tamar en épouse. Juda dit alors à son puîné, Onan, de venir à la femme de son frère, de réaliser avec elle un mariage lévirat et de susciter une descendance à son frère (Genèse 38:7-8).

La prescription est formellement énoncée en Deutéronome 25:5-10 : 

« Si des frères demeurent ensemble et que l'un d'eux vienne à mourir sans postérité, la veuve ne pourra se marier au dehors à un étranger; c'est son beau-frère qui doit s'unir à elle. Il la prendra donc pour femme, exerçant le lévirat à son égard. Et le premier fils qu'elle enfantera sera désigné par le nom du frère mort, afin que ce nom ne périsse pas en Israël. S'il déplaît à l'homme d'épouser sa belle-sœur, celle-ci montera au tribunal, par-devant les anciens, et dira: "Mon beau-frère refuse de relever en Israël le nom de son frère, il ne veut pas m'accorder le lévirat." Alors les anciens de sa ville le manderont et l'interpelleront; et lui, debout, dira: "Il ne me plaît point de l'épouser." Sa belle-sœur s'avancera alors vers lui à la vue des anciens, lui ôtera sa chaussure du pied, crachera devant lui et dira à haute voix: "Ainsi est traité l'homme qui ne veut pas édifier la maison de son frère!" Et la sienne sera surnommée, en Israël, la maison du déchaussé. »

Traduction Chouraqui, qui utilise lévir pour "beau-frère" et lévire pour "belle-sœur" et invente un verbe lévirer (épouser par lévirat) : 

« Quand des frères habitent ensemble et que l'un d'eux meurt sans avoir de fils, la femme du mort ne sera pas, dehors, à un homme étranger. Son lévir vient à elle et la prend pour femme, il la lévire. Et c'est, l'aïné qu'elle enfantera relèvera le nom de son frère mort, son nom ne sera pas effacé en Israël. Si l'homme ne désire pas prendre sa lévire, sa lévire monte vers la porte, vers les anciens, et dit 'Mon lévir refuse de relever en Israël le nom de son frère. Il n'a pas consenti à me lévirer !' 8 Les anciens de sa ville le crient et lui parlent. Il se tient et dit : 'Je ne désire pas la prendre.' Sa lévire s'avance vers lui sous les yeux des anciens, déchausse la sandale de son pied, crache en face de lui, répond et dit : 'Il est fait ainsi à l'homme qui ne bâtit pas de maison pour son frère.'  Son nom est crié en Israël : 'Maison du déchaussé de la sandale.' »